# Nye (Oregon)
Nye az Amerikai Egyesült Államok Oregon államának Umatilla megyéjében, a U.S. Route 395 és az Oregon Route 74 csomópontjában elhelyezkedő önkormányzat nélküli település.
Névadója A. W. Nye telepes. A posta 1887 és 1917 között működött.

## Fordítás
- Ez a szócikk részben vagy egészben  a   Nye, Oregon című angol Wikipédia-szócikk ezen változatának fordításán alapul.  Az eredeti cikk szerkesztőit annak laptörténete sorolja fel. Ez a jelzés csupán a megfogalmazás eredetét és a szerzői jogokat jelzi, nem szolgál a cikkben szereplő információk forrásmegjelöléseként.